# Рава (річка)
Рава (пол. Rawa) — річка в Сілезькому воєводстві Польщі, завдовжки 19,6 км, найбільша права притока Бриниці.

## Відомості
Уперше в джерелах згадують в 1737 році як Роздзянку (пол. Roździanka). Ця назва походить від старого поселення Роціджинь (пол. Roździeń), що сьогодні ж частиною району Шопениці-Буровець (пол. Szopienice-Burowiec) міста Катовиці..
У 1893 році з річки повністю зникла риба. У 1911 році стік води становив 1995 л/с, з них 800 л мінеральної води, 250 літрів міських стічних вод, 900 літрів промислових стічних вод. У зв'язку з надмірним забрудненням річки 21 квітня 1913 року була заснована Асоціація Рава.
Річка бере свій початок у водоймі Марціна в Руді Шльонскій, далі вона тече через Свентохловиці, Хожув, Катовиці, а на межі цього міста із Сосновцем упадає в Бриницю (пол. Brynica), котра після 850 метрів, з'єднується з річкою Чорна Перемша (Czarna Przemsza). У містах поверхня води є здебільшого під штучними покриттями. Рава має довжину 19,6 км.
Річка в основному живиться дощовою водою, міською та промисловою каналізацією. Природною притокою є Potok Leśny, який впадає в річку на висоті Економічного університету в Катовицях. Вона також має близько 20 дрібних приток штучного і природного походження.